# End of the Century
End of the Century peti je studijski album od američkog punk rock sastava Ramones, koji izlazi u veljači 1980. i producent na materijalu je Phil Spector. Ovaj album uglavnom odstupa od Ramonesovog punk glazbenog stila i u potpunosti se okreće pokušaju da postignu komercijalni uspjeh.
Nakon što se Spector zainteresirao za sastav, on se ponudio da producira sljedeći materijal. Prvi vokal sastava Joey Ramone bio je njegov obožavatelj u njegovom ranom radu, koji uključuje mnoge ženske sastave i Beatlesove snimke. Rezultat toga je bila promjena u njihovom do tadašnjem zvuku. Iako su skladbe produkcijski pročišćene, pokušaj da dođu na na popis Top 40 glazbene ljestvice nije uspio, a najveći uzrok tomu je duljina skladbi koja je u prosjeku manja od tri minute.
Album dolazi na #44 američke ljestvice "Billboard Top 100" i na #14 britanske Top ljestvice "Album charts", a Ramonesima donosi najbolju prodaju albuma u obje zemlje do tada. Najviše rangirani singl bila je skladba "Baby, I Love You", kao i "Do You Remember Rock 'n' Roll Radio?" i Spectorova verzija "Rock 'n' Roll High School".

## Popis pjesama
1. "Do You Remember Rock 'n' Roll Radio?" (Joey Ramone) – 3:50
2. "I'm Affected" (Joey Ramone) – 2:51
3. "Danny Says" (Joey Ramone) – 3:06
4. "Chinese Rock" (Dee Dee Ramone and Richard Hell) – 2:28
5. "The Return of Jackie and Judy" (Ramones) – 3:12
6. "Let's Go" (Dee Dee Ramone, Johnny Ramone) – 2:31
7. "Baby, I Love You" (Phil Spector, Jeff Barry, Ellie Greenwich) – 3:47
8. "I Can't Make It on Time" (Ramones) – 2:32
9. "This Ain't Havana" (Dee Dee Ramone) – 2:18
10. "Rock 'n' Roll High School" (Joey Ramone) – 2:38
11. "All the Way" (Ramones) – 2:29
12. "High Risk Insurance" (Ramones) – 2:08

### Reizdanje s bonus skladbama
1. "I Want You Around" (verzija filmska glazba) – 3:05
2. "Danny Says" (demo) – 2:19
3. "I'm Affected" (demo) – 2:47
4. "Please Don't Leave" (demo) – 2:22   Arhivirana inačica izvorne stranice od 11. rujna 2008. (Wayback Machine)
5. "All the Way" (demo) – 2:31
6. "Do You Remember Rock & Roll Radio?" (demo) – 3:43
7. "End of the Century Radio Promo" (skriveni snimak) – 0:59

## Izvođači
- Joey Ramone – prvi vokal
- Johnny Ramone – gitara
- Dee Dee Ramone – bas-gitara, prateći vokali
- Marky Ramone – bubnjevi

### Ostali izvođači
- Steve Douglas – saksofon
- Barry Goldberg – pianino, orgulje[1]

## Vanjske poveznice
- discogs.com - Ramones - End Of The Century